# Chakrit Rawanprakone
Chakrit Rawanprakone (tiếng Thái: ชาคริต ระวันประโคน, sinh ngày 3 tháng 3 năm 1991),  là một cầu thủ bóng đá người Thái Lan thi đấu ở vị trí Tiền đạo cho câu lạc bộ Giải bóng đá Ngoại hạng Thái Lan Port.

## Danh hiệu

### Câu lạc bộ
Muangthong United
- Giải bóng đá Ngoại hạng Thái Lan (1): 2009